# Espadas de la Edad del Bronce

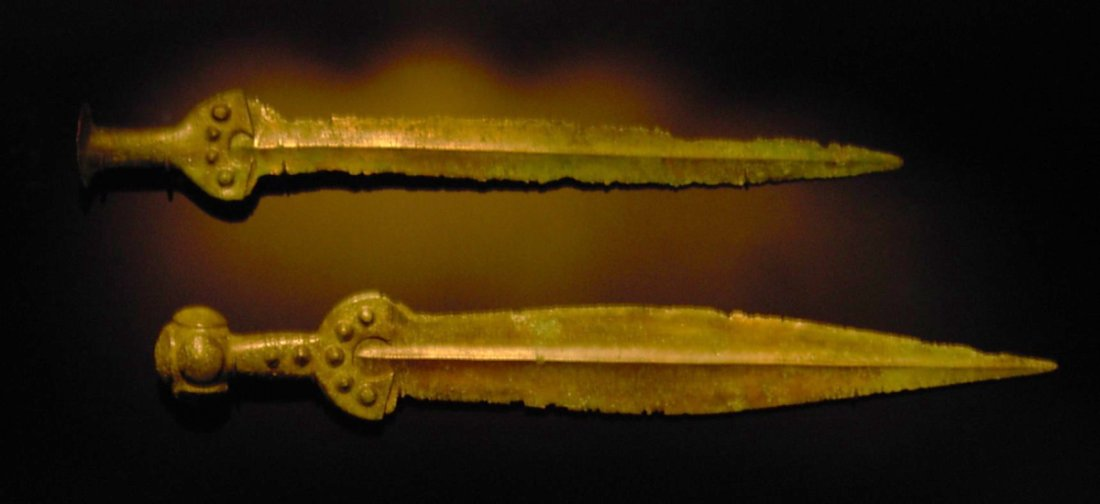
Espadas tipo Apa, siglo XVII a. C.

Las espadas de la Edad del Bronce aparecieron alrededor del siglo XVII a. C., en la región del Mar Negro y el Egeo, como una evolución de la daga. Fueron sustituidas por las espadas de hierro durante la primera parte del primer milenio a. C.
Desde una época temprana, las espadas alcanzaban longitudes superiores a los 100 cm. La tecnología para producir hojas de tal longitud parece haberse desarrollado en el Egeo, utilizando aleaciones de cobre y estaño o arsénico, alrededor del 1700 a. C. No solían superar los 80 cm de longitud; las armas de menos de 60 cm se clasifican como espadas cortas o dagas. Antes del 1400 a. C. aproximadamente, las espadas se limitaban principalmente al Egeo y al sureste de Europa, pero en los últimos siglos del segundo milenio a. C. se extendieron a Europa Central y Gran Bretaña, a Oriente Próximo, a Asia Central, al norte de la India y a China. 

## Predecesoras

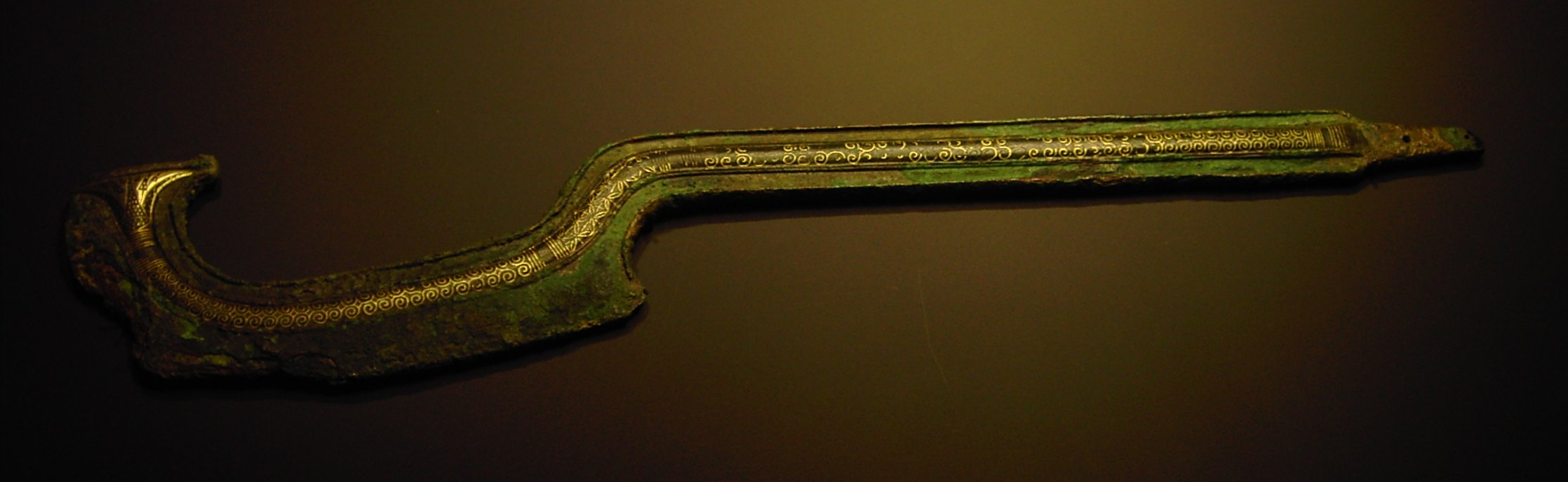
Khopesh del siglo XVIII a. C., Siquem, Cisjordania; decoración de la hoja con incrustaciones de electro.

Antes del bronce, la piedra (como el sílex y la obsidiana) se utilizaba como material principal para las herramientas de corte y las armas. Sin embargo, la piedra es demasiado frágil para utensilios largos y finos como las espadas. Con la introducción del cobre, y posteriormente del bronce, se pudieron fabricar cuchillos más largos, lo que dio lugar a la espada.
Así, el desarrollo de la espada a partir de la daga fue gradual, y en 2004 se reivindicaron las primeras "espadas" para la Edad del Bronce Inicial (siglos XXXIII a XXXI), basándose en los hallazgos en Arslantepe de Marcella Frangipane, profesora de prehistoria y protohistoria del Próximo y Medio Oriente en la Universidad de Roma La Sapienza. Se encontró un alijo de nueve espadas y puñales; están hechas de una aleación de arsénico y cobre denominada bronce arsenical. Entre ellas, tres espadas tenían incrustaciones de plata. 
Se trata de armas de una longitud total de 45 a 60 cm que podrían describirse como espadas cortas o dagas largas. Se han encontrado otras espadas similares en Turquía, descritas por Thomas Zimmermann. Un ejemplo excepcionalmente bien conservado, de construcción similar a las espadas de Arslantepe, fue descubierto en 2017 en el monasterio veneciano de San Lázaro de los armenios..
La espada siguió siendo extremadamente rara durante otro milenio, y solo se generalizó al final del tercer milenio a. C. Las “espadas” de este último periodo todavía pueden interpretarse fácilmente como puñales, como ocurre con el ejemplar de cobre de Naxos (datado aproximadamente entre el 2800 y el 2300 a. C.), con una longitud ligeramente inferior a los 36 cm, pero los ejemplares individuales de las “espadas de cobre” cicládicas del periodo en torno al 2300 a. C. alcanzan una longitud de hasta 60 cm. Las primeras armas que pueden clasificarse inequívocamente como espadas son las encontradas en la Creta minoica, datadas en torno al 1700 a. C., que alcanzan una longitud de más de 100 cm. Son las espadas “tipo A” de la Edad del Bronce del Egeo.

## Egeo
Las espadas minoicas y micénicas (Edad del Bronce Media y Final) se clasifican en tipos etiquetados de la A a la H siguiendo a Nancy Sandars (1961, 1963), «la tipología de Sandars». Los tipos A y B (Tab-tang) son los más antiguos y datan de los siglos XVII y XVI a. C., los tipos C (espadas con cuernos) y D (espadas en cruz) del siglo XV a. C., y los tipos E y F (espadas con empuñadura en T) de los siglos XIII y XII a. C. Entre los siglos XIII y XII  a. C., también se produce un resurgimiento del tipo “con cuernos”, clasificado como tipos G y H. Las espadas de tipo H se asocian a los Pueblos del mar y se encontraron en Anatolia (Pérgamo) y Grecia. Contemporáneo a los tipos E a H es el llamado tipo Naue II, importado del sureste de Europa.

## Europa

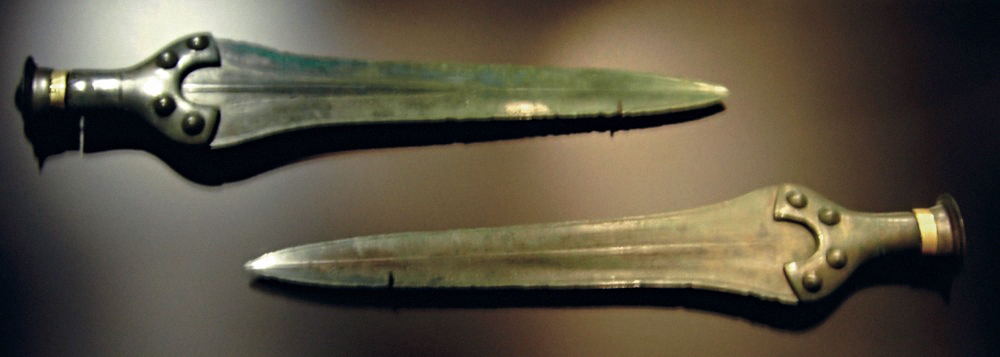
Espadas encontradas junto al disco celeste de Nebra, hacia 1600 a.C. Tipológicamente, estas espadas son del tipo Sögel, pero su forma y decoración  muestra la influencia del tipo Hajdúsámson-Apa encontrado en Hungría.

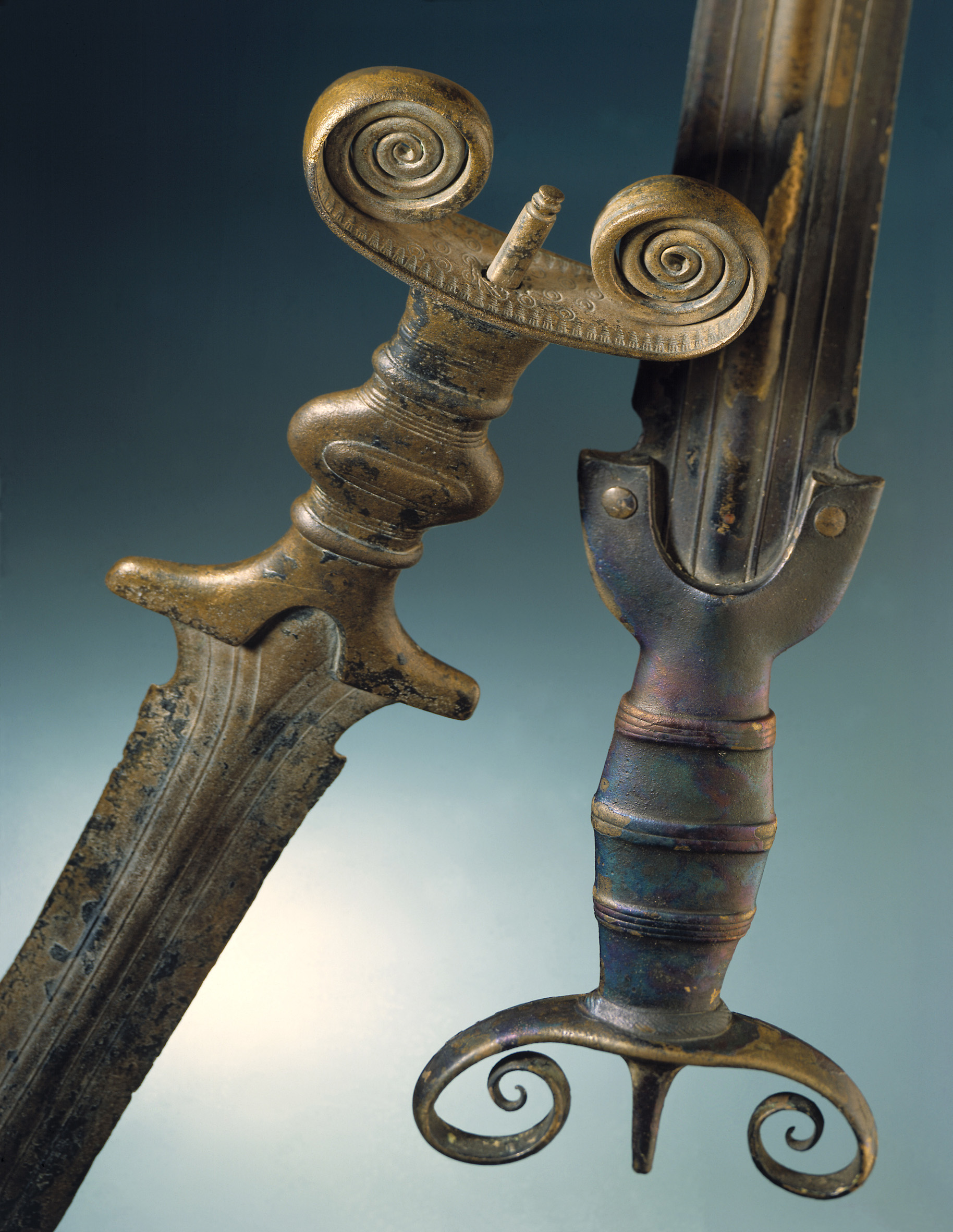
Espadas de antenas del periodo Hallstatt B (c.), encontradas cerca del lago de Neuchâtel (en Auvernier y Cortaillod; Laténium, números de inv. AUV-40315 y CORT-216, respectivamente).

### Naue II
Uno de los más importantes, y más duraderos, tipos de espadas europeas prehistóricas fue el tipo Naue II, llamado así por Julius Naue, que fue quien las describió por primera vez; conocida como espada de lengua hueca, aparece por primera vez en torno al siglo XIII a. C. en el norte de Italia (o un antecedente general de la cultura de los campos de urnas), y sobrevivió hasta bien entrada la Edad del Hierro, con una vida de unos siete siglos, hasta el siglo VI a. C. Durante su vida se mantuvo el diseño básico, aunque el material cambió de bronce a hierro. Las espadas Naue II se exportaban desde Europa hasta el Egeo, y tan lejos como Ugarit, a partir de aproximadamente el año 1200 a. C., es decir, apenas unas décadas antes del colapso de la Edad del Bronce Final de las culturas palaciegas. Las espadas Naue II podían llegar a medir hasta 85 cm, pero la mayoría de los ejemplares se sitúan en el rango de 60 a 70 cm. 
Las espadas de la Edad de Bronce nórdica aparecen a partir del siglo XIII a. C., y a menudo muestran los característicos diseños en espiral. Las primeras espadas nórdicas son también comparativamente cortas; un ejemplar descubierto en 1912 cerca de Bragby, Uppland (Suecia), fechado entre 1800 y 1500 a. C., medía poco más de 60 cm. Sin embargo, esta espada fue clasificada como del tipo Hajdúsámson-Apa, y presumiblemente fue importada. La espada de la abadía de Vreta descubierta en 1897 (datada entre 1600 y 1500 a. C.) tiene una longitud de hoja (falta la empuñadura) de 46 cm.
Una variante típica de las espadas europeas es la hoja “en forma de hoja”, que era más común en el noroeste de Europa a finales de la Edad del Bronce, en la islas británicas en particular.
La espada de lengua de carpa es un tipo de espada de bronce que era común en Europa occidental durante los siglos IX a VIII a. C. aproximadamente. La hoja de la espada de lengua de carpa era ancha y paralela en la mayor parte de su longitud, pero el último tercio se estrechaba en una punta delgada destinada a la estocada. El diseño se desarrolló probablemente en el noroeste de Francia, y combinaba la hoja ancha, útil para acuchillar, con una punta más fina y alargada, adecuada para clavar. Sus ventajas hicieron que se adoptara en toda la Europa Atlántica. En Gran Bretaña, la metalurgia del sureste derivó su nombre de esta espada: el complejo de la lengua de la carpa. Ejemplos notables de este tipo formaron parte del tesoro de Isleham.
El estilo de las espadas de la Edad del Bronce y los métodos de construcción, desaparecieron a finales de la primera Edad de Hierro (Hallstatt D), alrededor del 600-500 a. C., cuando las espadas vuelven a ser sustituidas por dagas en la mayor parte de Europa. Una excepción es el xifos de la Antigua Grecia, cuyo desarrollo continuó durante varios siglos más. La espada de antenas, llamada así por el par de adornos que sugieren antenas en su empuñadura, es un tipo de la Edad del Bronce Final, continuado en las primeras espadas de la Edad de Hierro de la región de Hallstatt oriental e Italia.

## China
La producción de espadas en China está atestiguada desde la dinastía Shang de la Edad del Bronce, aproximadamente desde el año 1200 a. C. La tecnología de las espadas de bronce alcanzó su punto álgido durante el período de los Reinos combatientes y la dinastía Qin (221-207 a. C.). Entre las espadas del periodo de los Reinos Combatientes, se utilizaron algunas tecnologías únicas, como la fundición de bordes de alto estaño sobre núcleos más blandos de bajo estaño, o la aplicación de patrones en forma de diamante en la hoja (véase la espada de Goujian). Otra característica única de los bronces chinos es el uso constante de bronce con alto contenido de estaño (17-21% de estaño), que es muy duro y se rompe con un exceso de tensión, mientras que otras culturas preferían el bronce con menor contenido de estaño (normalmente el 10%), que se dobla. China siguió fabricando espadas tanto de hierro como de bronce durante más tiempo que cualquier otra región; el hierro no sustituyó completamente al bronce hasta principios de la dinastía Han.

## India
Se han recuperado espadas en los hallazgos arqueológicos de la cultura de la cerámica coloreada de ocre en toda la región del Ganges-Yamuna Doab de la India, comúnmente de cobre, pero en algunos casos de bronce. Se han descubierto diversos ejemplares en Fatehgarh, donde hay varias variedades de empuñadura. Estas espadas se han fechado en diversos periodos entre el 1700-1400 a. C., pero probablemente se utilizaron más ampliamente durante el 1200-600 a. C. (cultura de la cerámica gris pintada, Edad del Hierro en el subcontinente indio).